# Шульмейстер Юліан Олександрович
Юліан Олександрович Шульмейстер (1 травня 1917, Одеса — 18 червня 1991, Львів) — радянський письменник, автор книг про Голокост на Західній Україні.

## Біографія
Народився 1 травня 1917 року в Одесі.  Здобув дві вищі освіти: історичну та юридичну; кандидат юридичних наук.
Ветеран Другої Світовоі Війни.  Нагороджений бойовими орденами та медалями.
З 1945 року жив у Львові.  Брав участь у розслідуванні злочинів окупантів та їхніх посібників на Західній Україні. Працюючи з архівними матеріалами, створив картотеку, до якої увійшли сотні документів, що викривають тих, хто брав участь у масових розстрілах.  Після звільнення із армії в 1961 році, повністю присвятив себе літературній діяльності.
Тема його книг — Янівський концентраційний табір (м. Львів)
Юліан Шульмейстер двічі був у Відні у Симона Візенталя. У сімейному архіві зберігаються книги із автографом C.Візенталя.
Помер 18 червня 1991 року. Похований на Голосківському цвинтарі у Львові.

## Родина

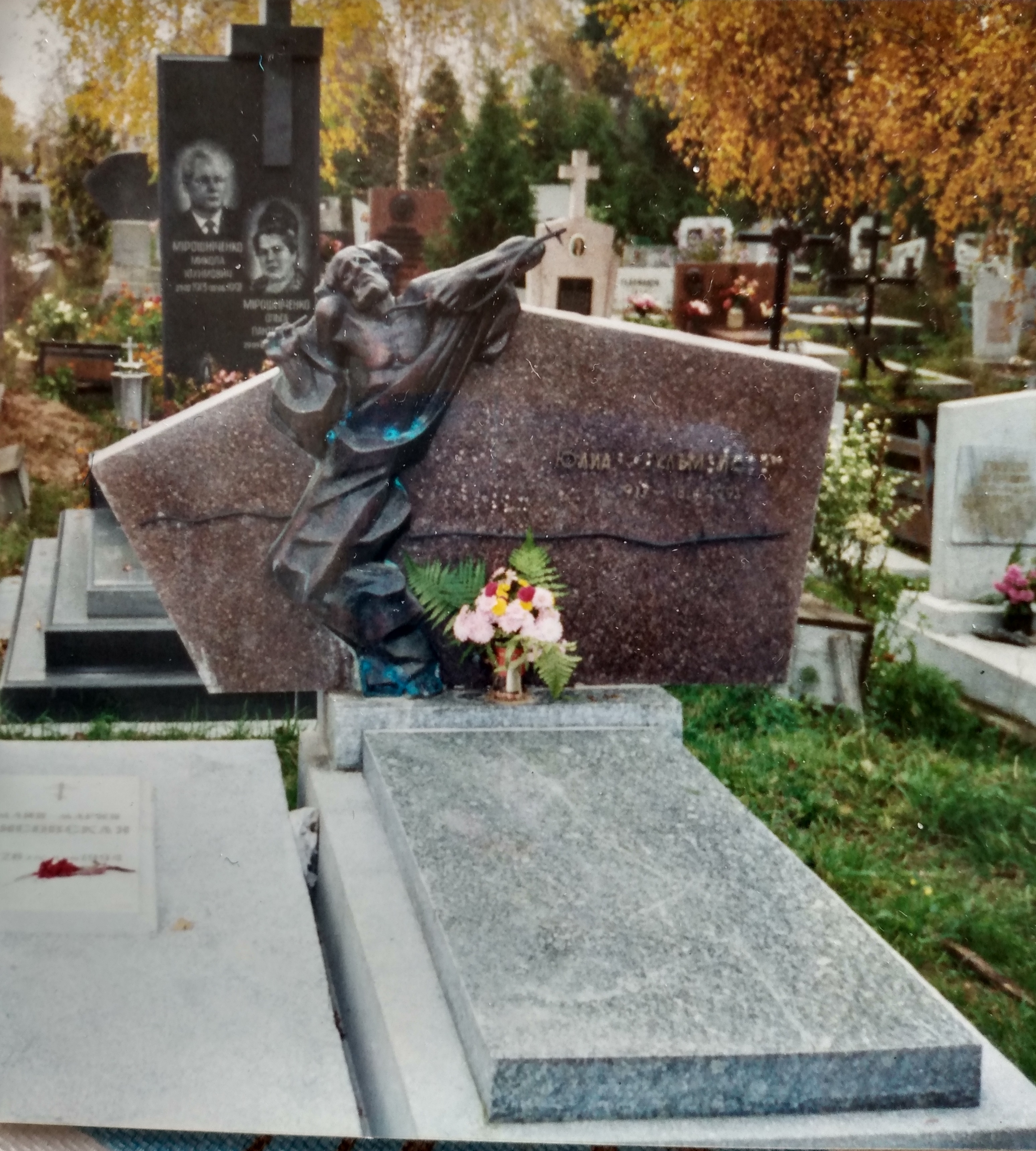
Перший надгробок встановлений на могилі Юліана Шульмейстера у 1992 р. та знищений вандалами

Дружина, Майя Осипівна Лісовська
Син, Олександр Лісовський

## Нагороди
- Орден Червоної Зірки (2)
- Орден Червоної Зірки
- Медаль «За бойові заслуги» (2)
- Медаль «За перемогу над Японією»
- Медаль «За перемогу над Німеччиною у Великій Вітчизняній війні 1941—1945 рр.»
- Орден Отечественной войны II степени[1]